# Фёрст, Дэвид
Давид Фёрст (англ. David First, род. 20 августа 1953 г. Филадельфия) — современный американский композитор.

## Жизнь и творчество
В 1971—1973 годы Д.Фёрст учится в консерватории Combs Conservatory of Music, затем изучает электронную музыку в Принстонском университете (1975—1976). Кроме этого брал уроки у джазового музыканта Денниса Сандоле. Выступал гитаристом вместе с джаз-пианистом Сесилем Тейлором и в рок-группе Television’s Richard Lloyd. В конце 1970-х годов Фёрст, вместе с Барри Халкиным создаёт рок-группу The Notekillers и записывает альбом The Zipper. Позднее обращается к минимализму, пишет музыкальные композиции в области электро-акустической музыки. В 1991 году Фёрст записыват альбом своих произведений вместе с Джозефом Селли и World Casio Quartet (альбом Resolver).
В 1995 году Д. Фёрст пишет свою первую оперу The Manhattan Book of the Dead, за которую был удостоен премии Национального фонда искусств (National Endowment for the Arts). В 2005 году он был удостоен Гранта артиста (Grant to Artists) основанного Джоном Кейджем и Джаспером Джонсом Фонда современного искусства (Foundation of Contemporary Arts). За музыку к спектаклю Взлёт и падение Тамер-Лана (The Rise and Fall of Timur the Lame) Теодоры Скипиталес композитор был в 2002 году награждён музыкальной премией Mary Flagler Cary Trust.

## Музыкальные сочинения
- Resolver, XD с электронными и акустическими композициями, 1991
- Jade Screen Test Dreams of Renting Wings для большого смешанного ансамбля, 1993
- The Manhattan Book of the Dead, опера, 1995
- The Good Book’s (Accurate) Jail of Escape Dust Co-ordinates pt. 2 длябольшого смешанного ансамбля и компьютера, CD с г8руппой Фёрста Joy Buzzers, 1996
- The Re-enchantment of the Earth, компьютеризированнвя звуковая инсталляция, 1996
- A Bet on Transcendence Favors the House, 1998
- Jump Back — an Ode to the People of New York,, 2001
- Universary, CD, 2002
- Operation:Kracpot Аудио-видео-перформанс с Notekillers